# Etajima (Hiroshima)
Etajima (江田島市 Etajima-shi?) es una ciudad localizada en la prefectura de Hiroshima, Japón. En junio de 2019 tenía una población estimada de 22.259 habitantes y una densidad de población de 221 personas por km². Su área total es de 100,70 km².

## Demografía
Según los datos del censo japonés, esta es la población de Etajima en los últimos años.
| Año del censo | Población |
| ------------- | --------- |
| 1995          | 34.866    |
| 2000          | 32.278    |
| 2005          | 29.939    |
| 2010          | 27.031    |
| 2015          | 24.339    |